# Оротелли
Оротелли (итал. Orotelli) — коммуна в Италии, располагается в регионе Сардиния, подчиняется административному центру Нуоро.
Население составляет 2314 человек, плотность населения составляет 37,81 чел./км². Занимает площадь 61,2 км². Почтовый индекс — 8020. Телефонный код — 0784.
Покровителем коммуны почитается святой Иоанн Креститель, празднование 29 августа.